# Railterminal Nizjni Novgorod
Railterminal Nizjni Novgorod is een railterminal in de Russische plaats Nizjni Novgorod, 400 kilometer ten oosten van Moskou en 900 kilometer ten zuidoosten van Sint-Petersburg.
De terminal ligt in het noordwesten van de stad, die door de ligging aan de samenvloeiing van de Wolga en de Oka vanaf de 18e eeuw een belangrijke handelsstad werd.